# Gmina Wiązownica
Wiązownica ist ein Dorf sowie Sitz der gleichnamigen Landgemeinde im Powiat Jarosławski der Woiwodschaft Karpatenvorland in Polen.

## Gemeinde
Zur Landgemeinde (gmina wiejska) Wiązownica gehören folgende 12 Ortschaften mit einem Schulzenamt (sołectwo):
Cetula
Manasterz
Mołodycz
Nielepkowice
Piwoda
Radawa
Ryszkowa Wola
Surmaczówka
Szówsko
Wiązownica
Wólka Zapałowska
Zapałów
Weitere Ortschaften der Gemeinde sind Biała Góra, Chrapy und Łapajówka.